# اقتصاد کم‌کربن
اقتصاد کم کربن (LCE)، اقتصاد سوخت فسیلی کم (LFFE) , یا اقتصاد بدون کربن اقتصادی بر پایه منابع انرژی کم کربن است که حداقل تولید گاز گلخانه‌ای (GHG) انتشار در جو، به ویژه دی‌اکسید کربن دارد. انتشار گازهای گلخانه‌ای به دلیل فعالیت‌های انسانی دلیل اصلی گرم شدن کره زمین (تغییر آب و هوا) از اواسط قرن بیستم است. انتشار مداوم گازهای گلخانه‌ای ممکن است باعث تغییرات طولانی مدت در سراسر جهان شود و احتمال تأثیرات شدید، فراگیر و برگشت‌ناپذیر را برای افراد و اکوسیستم‌ها افزایش دهد.
روی آوردن به یک اقتصاد کم کربن در مقیاس جهانی می‌تواند منافع قابل توجهی را برای کشورهای توسعه یافته و کشورهای در حال توسعه به همراه داشته باشد. بسیاری از کشورهای جهان در حال طراحی و اجرای استراتژی‌های توسعه با آلایندگی کم (LEDS) هستند. این استراتژی‌ها به دنبال دستیابی به اهداف توسعه اجتماعی، اقتصادی و زیست‌محیطی ضمن کاهش انتشار طولانی مدت گازهای گلخانه‌ای و افزایش انعطاف‌پذیری در برابر تأثیرات تغییرات اقلیمی هستند.
از این رو کسانی که این نتیجه‌گیری را به عنوان ابزاری برای جلوگیری از تغییرات فاجعه بار آب و هوا و به عنوان پیش‌درآمد اقتصادی پیشرفته‌تر و با کربن صفر انجام داده‌اند، اقتصاد کم کربن اجرا شده در جهان ارائه می‌دهند.
شاخص GeGaLo در مورد سود و زیان ژئوپلیتیکی ارزیابی می‌کند که در صورت گذار کامل جهان به منابع انرژی تجدیدپذیر، موقعیت ژئوپلیتیکی ۱۵۶ کشور چگونه ممکن است تغییر کند. انتظار می‌رود صادرکنندگان سابق سوخت‌های فسیلی توان خود را از دست بدهند، در حالی که انتظار می‌رود مواضع واردکنندگان سوخت‌های فسیلی و کشورهای غنی از منابع انرژی تجدیدپذیر تقویت شوند.